# 梅塔·万纳斯
梅塔·威廉莫芙娜·万纳斯（俄语：Мета Вильямовна Ваннас；1924年1月9日—2002年11月25日），苏联爱沙尼亚裔党和国家领导人。曾任爱共（布）约赫维区委书记、纳尔瓦市长、爱沙尼亚苏维埃社会主义共和国消费者服务部长、爱沙尼亚苏维埃社会主义共和最高苏维埃主席团副主席、代主席等职务。

## 生平
- 1924年1月9日出生于爱沙尼亚希乌马岛。父亲威廉是一名农民，并担任当地邮局局长。他是一名左翼分子，支持苏联吞并爱沙尼亚。在父亲的影响下，瓦纳斯于1941年加入共青团。苏德战争后参加当地抵抗组织，1941年11月被捕，在多个集中营内关押。1945年3月被苏军解救。
- 1945年-1948年，共青团库雷萨雷县委工作。
- 1948年-1952年，共青团希乌马县委工作。1949年加入联共（布）。1950年毕业于凯尔德拉夜校。
- 1952年-1954年，爱共约赫维县委书记。
- 1954年-1957年，约赫维县长。
- 1957年-1960年，爱共约赫维县委第三书记。
- 1960年-1969年，纳尔瓦市长。1961年毕业于苏共中央高级党校。
- 1969年-1975年，爱沙尼亚苏维埃社会主义共和国消费者服务部长。
- 1975年-1985年，爱沙尼亚苏维埃社会主义共和国最高苏维埃主席团副主席。期间，1978年5月-7月，爱沙尼亚苏维埃社会主义共和国最高苏维埃主席团代主席。她是妇女委员会和苏联退伍军人委员会的成员。
- 1985年起退休。
- 2002年11月25日于塔林逝世，享年78岁。葬于森林公墓。

万纳斯是苏共23大代表；第6-10届爱沙尼亚苏维埃社会主义共和国最高苏维埃代表。

## 荣誉
- 列宁勋章（1963）
- 劳动红旗勋章
- 荣誉勋章
- 劳动英勇奖章
- 劳动优秀奖章